# Гринишин Мирослав Васильович

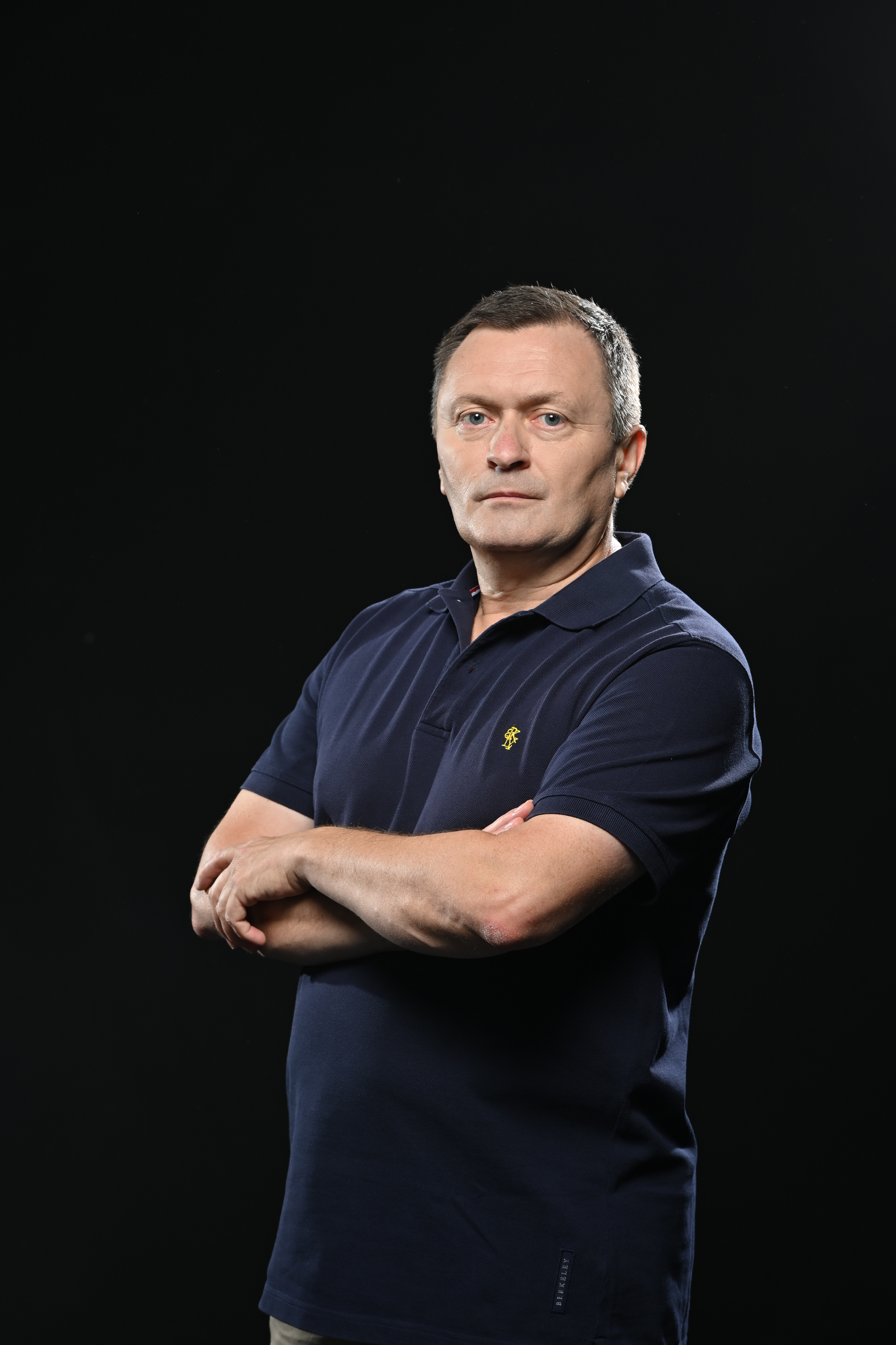

Мирослав Васильович Гринишин — український театральний режисер, продюсер, сценограф та педагог.
Заслужений діяч мистецтв України (з 2008). Постановник понад 30 театральних вистав та проектів (з 1989)
- Співзасновник і Голова Правління першої в Україні незалежної антрепризної театральної компанії «Благодійний Продюсерський Фонд» (з 1994)

- Ініціатор створення, співзасновник і Голова Правління єдиної незалежної приватної Театральної Компанії «Бенюк і Хостікоєв» (з 1999)
- Завідувач кафедрою музично-сценічного мистецтва МЗВО «Київська Академія мистецтв» (з 2019)
- Співзасновник театральної компанії Мирослава Гринишина[2] (з 2023)
- Завідувач кафедрою музично-сценічного мистецтва ФММХ Київського Столичного університету імені Бориса Грінченка (з 2024)

## Життєпис

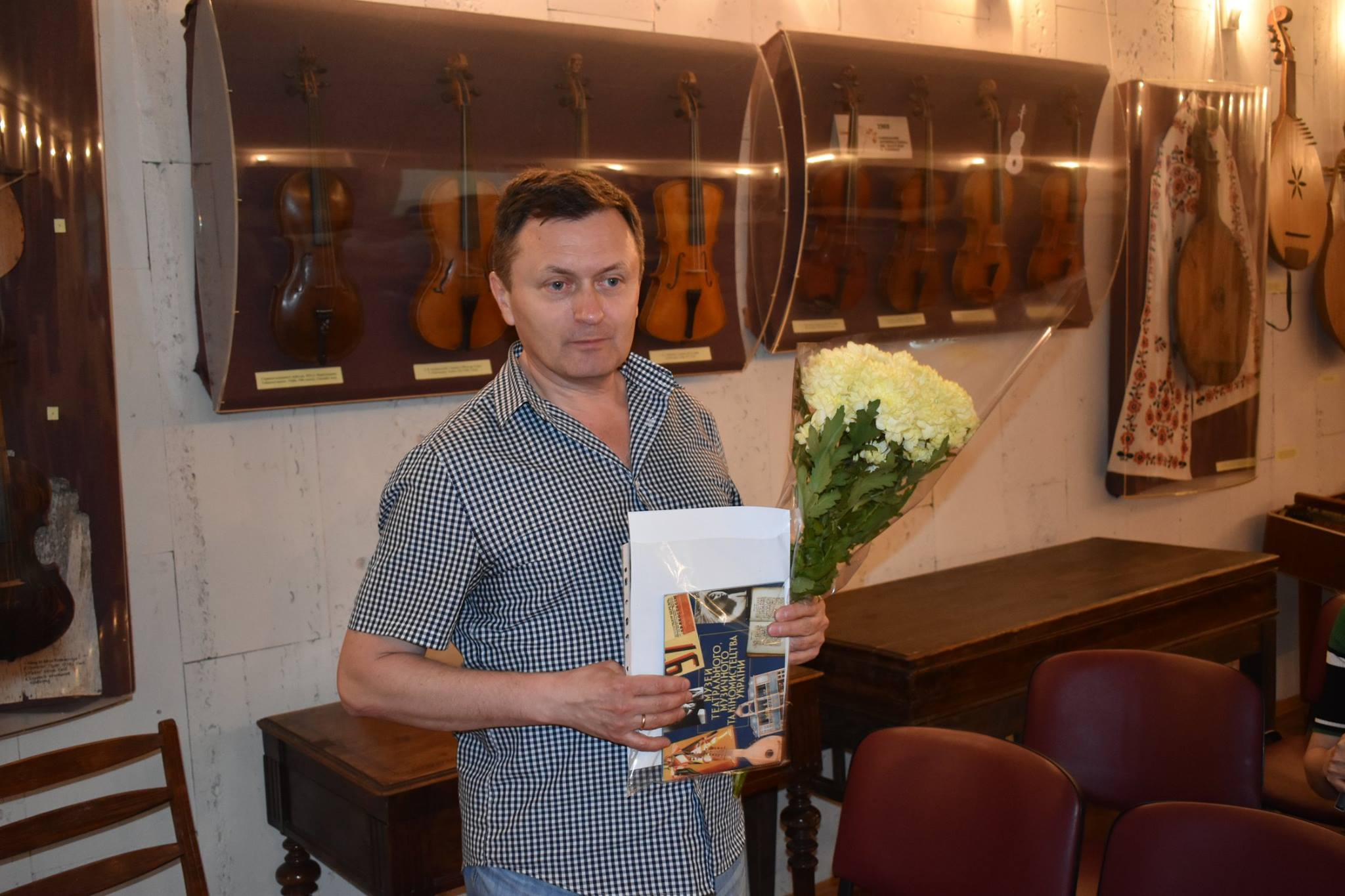
Зустріч

Народився 7 жовтня 1966 року у м. Івано-Франківськ, Україна. Закінчив Івано-Франківську Середню школу №13 у 1983 році. Навчався в Івано-Франківському Інституті нафти і газу 1983 - 1990 роках. Закінчив за спеціальністю Електропостачання промислових підприємств, міст та сільського господарства. Працював інженером-електриком в Івано-Франківському Управлінні Бурових Робіт на двотижневих вахтових роботах на бурових установках м. Нижньовартовськ (Тюменська обл.) у 1990 році,  адміністратором та актором Галицького Молодого театру-студії у 1990 - 1991 роках. Навчався у Київському державному інституті театрального мистецтва ім. Івана Карпенка-Карого (художній керівник курсу Лесь Танюк, викладач Андрій Жолдак) у 1991 - 1996 роках. Закінчив за спеціальністю Режисер драматичного театру. Заснував першу в Україні антрепризну театральну компанію спільно з Андрієм Жолдаком та працював Генеральним директором Благодійної організації "Благодійний Продюсерський Фонд" у 1994 - 1999 роках. Автор ідеї та засновник спільно з Богданом Бенюком та Анатолієм Хостікоєвим, де працював Головою правління Благодійної організації "Театральна компанія "Бенюк і Хостікоєв" у 1999 - 2015 роках. Працював Головним режисером Чернівецького академічного обласного муздрамтеатру ім. Ольги Кобилянської у 2015 - 2017 роках. Працює завідувачем кафедри музично-сценічного мистецтва МЗВО "Київська академія мистецтв" з січня 2019 року. Завідувач кафедрою музично-сценічного мистецтва ФММХ Київського Столичного університету імені Бориса Грінченка з січня 2024.

## Вистави та проекти

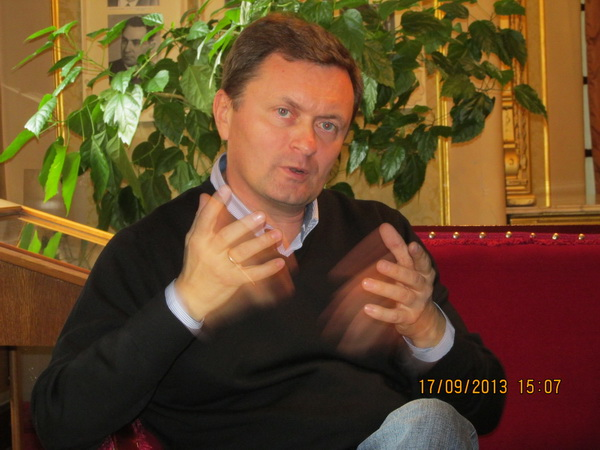
Участь у презентації вистави Земля

1989 року на 5 курсі Івано-Франківського інституту нафти і газу поставив, як режисер, організатор, та зіграв головну роль у виставі "ПОВЕРНЕННЯ" за творами Василя Стуса Літературної студії "Дзвін" (Прем'єра 1 листопада 1989). Це була творча співпраця з відомою українською скрипалькою Любов Дейчаківською, квартетом сестер та брата Сокальських, Вітою Захарією, Андрієм Тараном, Надією Кукурузою та Миколою Крислатим. На прем'єру був запрошений син поета Дмитро, якому було передано всі кошти від продажу квитків. Вистава була показана в Актовій залі Інституту нафти і газу та на Великій сцені Івано-Франківського обласного муздрамтеатру ім. Івана Франка.  
У 1989 році, під час завершення навчання в Івано-Франківському інституті нафти і газу, на запрошення акторів Івано-Франківського обласного муздрамтеатру ім. Івана Франка Володимира та Ольги Шлемків виконав головну роль Пророка  у виставі "РОЗРИТА МОГИЛА" за творами Тараса Шевченка (реж. Володимир Шлемко) Галицького Молодого театру-студії (Прем'єра 14 березня 1990). Після завершення навчання в Інституті нафти і газу працював вахтовим методом на бурових установках Сибіру (м.Нижньовартовськ, Тюменської області, СРСР). Прем'єру вистави "Повернення" високо оцінив відомий український художник Опанас Заливаха, котрий проживав у Івано-Франківську. Знаючи про намір Мирослава Гринишина поступати у 1991 році в Київський інститут театрального мистецтва ім. І. Карпенка-Карого Опанас Заливаха звернувся з рекомендаційним листом до відомого українського театрального режисера Леся Танюка, котрий набирав перший режисерський курс в інституті. Викладачем курсу був Андрій Жолдак.
По завершенні 1 курсу навчання в театральному інституті у 1991 році створив самостійно виставу-перформенс "УКРАЇНСЬКА КУРКА" за власним сценарієм, режисурою сценографією, музичним рішенням та виконанням головної ролі Вченого. 
На 3 курсі Київського Інституту театрального мистецтва ім. Івана Карпенка-Карого поставив драму “САД” за мотивами повісті Івана Багряного «Сад Гетсиманський» на Малій сцені Івано-Франківського обласного муздрамтеатру ім. Івана Франка як поза-репертуарну виставу (Прем'єра 9 травня 1994). У виставі грали запрошені виконавці: актор Галицького Молодого театру-студії Мирон Завійський та музичний квартет під керівництвом Любові Дейчаківської. Виставу було закрито після першої Прем'єри через відмову тодішнього директора театру Надії Брояко забезпечити живий реквізит для показу вистави у подальшому: живу рибу на 1.5 метри довжини та 3 літри крові з міського м'ясокомбінату.
На 4 курсі навчання в Київському Інституті театрального мистецтва стає продюсером першого незалежного театрального проекту - комедії “НЕ БОЮСЯ СІРОГО ВОВКА” за п'єсою Едварда Олбі «Хто боїться Вірджинії Вулф» (реж. Андрій Жолдак, сценограф Ярослав Нірод, актори Ада Роговцева, Богдан Ступка, Богдан Бенюк та Вікторія Спесівцева) у приміщенні Київського Молодіжного театру (Прем'єра 25 травня 1995). Характерною ознакою проекту стала перша в Україні безпрецедентна рекламна компанія вистави, котра включала розміщення фото персонажів вистави на 50 великих рекламних щита 3 на 6 метрів по м. Київ.  
Захистив дипломну роботу на 5 курсі київського театрального інституту ім. І. Карпенка-Карого в якості режисера-постановника театрального проекту - комедія “ШВЕЙК” за романом Ярослава Гашека «Пригоди бравого вояки Швейка» (продюсер Андрій Жолдак, сценограф Ярослав Нірод) у приміщенні Київського Молодіжного театру з (Прем'єра 25 травня 1996). Первинний задум вистави передбачав сценографічне вирішення художника Шавката Абдусаламова (першого художника-постановника фільму "Сталкер" Андрія Тарковського) запрошеного А. Жолдаком. Задум театрального проекту "Швейк" передбачав художню концепцію "10 найкращих коміків України у комедії "Швейк", але зіграли виставу троє акторів: Богдан Бенюк, Анатолій Хостікоєв і Наталія Новікова. Організатори проекту, з огляду на перспективну мобільність, вирішили обмежитись трьому виконавцями.  На генеральній пробі вистави тривалість першої дії була 2,5 години і довелось відмовитися від готової сцени пригод Швейка у військовому шпиталі, яка тривала 45 хв. Друга дія будувалась на вільній авторській інтерпретації листування поручника Лукаша з коханками, а також на мотивах життєвої дружби Б.Бенюка і А.Хостікоєва. Прем'єра проекту "Швейк" відбулась за принципом "Європейської театральної практики": щодня з 25 травня 1996 року - 17 вистав на великій сцені Київського Молодіжного театру. На одну з вистав був запрошений один з керівників Польського Міжнародного фестивалю, художній керівник Осередку практик театральних "Гардженіце" Владімєж Станєвський, котрий запросив виставу до участі на фестивалі. Вистава здобула найвищу театральну нагороду "За краще прочитання твору Ярослава Гашека" на Міжнародному театральному фестивалі “Konfrontacje Teatralne-1997” (м. Люблін, Польща), була Лауреатом Міжнародних театральних фестивалів "Festivalul Internațional de Teatru de la Sibiu –1998" (м. Сібіу, Румунія)(м.Сібіу, Румунія),  “MittelFest’99” (м. Чівідале-дель-Фріуле, Італія) у 1999 році та Міжнародного театрального фестивалю «Балтійський Дім» (м. Санк-Петербург, РФ) у 2007 році, а також була запрошена і показана під час Днів Української культури в м.Прага (Чехія) у 2005 році, де її бачив внук Ярослава Гашека, котрий був шокований побачивши всього 3 виконавців і високо оцінив художній рівень вистави переглянувши до того близько 40 різноманітних сценічних інтерпретацій роману свого діда. Комедія "Швейк" була показана у всіх обласних центрах України та на багатьох Міжнародних театральних фестивалях упродовж 1996-1999 років. Для збереження та продовження показу 1999 року виставу було подаровано Київському Національному театру ім. Івана Франка, де вона успішно гралась до 24 лютого 2022 року.

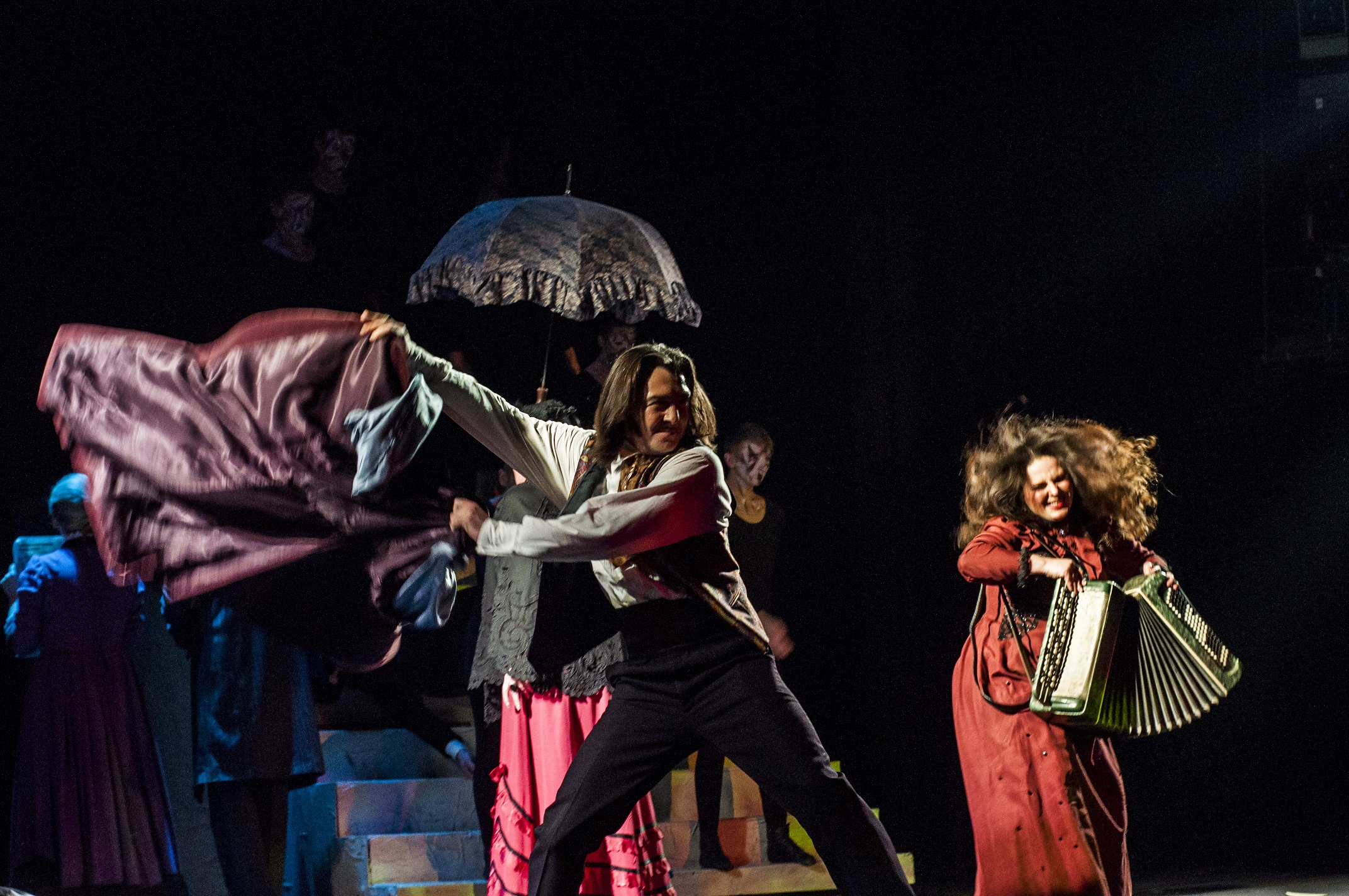
Юліан Цезаревич. 2015.

Продюсер театрального проекту "КАРМЕН" за повістю Проспера Меріме (реж. Андрій Жолдак, сценограф Марія Левитська) у приміщенні Київського Національного драматичного театр ім. Лесі Українки (Прем'єра 25 червня 1997). Первинний задум режисера передбачав головну участь у виставі Народного артиста України, соліста Київського Національного театру опери та балету Анатолія Солов'яненка, але через його щільний гастрольний графік не судилося. Вистава була Лауреатом Міжнародного фестивалю “Konfrontacje Teatralne-1997” (м. Люблін, Польща), Міжнародного театрального фестивалю "Divadelna Nitra –1998" (м. Нітра, Словаччина) та Міжнародного театрального фестивалю "Festivalul Internațional de Teatru de la Sibiu –1998" (м. Сібіу, Румунія). У липні-серпні 1997 року Благодійний Продюсерський фонд організував та провів перший в Україні безпрецедентний гастрольний тур-показ вистав "Швейк" та "Кармен" в приміщенням обласних драматичних театрів та театрах опери і балету у 10 обласних центрах України, де показ вистав відбувався від 3 до 5 показів у кожному місті. Цьому гастрольному туру передувала та супроводжувала його масштабна рекламна компанія (промо на центральних ТБ, радіо, пресі, рекламних щитах BidBoard 3 x 6 метрів, афіші А1 на рекламних стендах) проведена одноразово у всіх 10 обласних центрах.
Продюсер драми “ТРИ СЕСТРИ” за п'єсою Антона Чехова (реж. Андрій Жолдак, сценограф Шавкат Абдусаламов) у Київському Національний драматичному театрі ім. Івана Франка (Прем'єра 26 лютого 1999). Виставу було запрошено і показано у рамках міжнародного театрального фестивалю "Балтійський Дім" (Санкт-Петербург, Росія) у 2007 році.   
Режисер-постановник драми “ГАЛІЛЕО ГАЛІЛЕЙ” за п'єсою Бертольда Брехт у перекладі Василя Стуса (сценограф Олександр Семенюк) в Івано-Франківському обласному муздрамтеатр ім. Івана Франка (Прем'єра 6 листопада 1999) за участю Р. Держипільського. Сценографічним художнім вирішенням вистави була реконструкція моделі астролябії з ескізів Леонардо да Вінчі. Вистава була Лауреатом Міжнародного фестивалю “Konfrontacje Teatralne-2000”  (м. Люблін, Польща), а також Міжнародного театрального фестивалю “Березілля-2000” (м. Київ, Україна).   
Продюсер та режисер проекту за мотивами творів Сергій та Марина Дяченки, котрі запропонували оригінальну версію сучасного прочитання роману Мігеля Сервантеса "Дон-Кіхот". Мирослав Гринишин був режисер-постановник театрального проекту “ОСТАННІЙ ДОН-КІХОТ” (сценограф Олександр Семенюк) у приміщенні Київського Національного драматичного театр ім. Лесі Українки (Прем'єра 5 вересня 2000). Первинний творчий задум передбачав участь у головних ролях А.Хостікоєва та Н.Сумської і переговори, з переписуванням сценарію, тривали пів року, але не склалося домовитись щодо фіналу. Співпраця була припинена і головні ролі (Док-Кіхота і Альдонси) зіграли Т.Жирко і Т.Олексенко, згодом подружжя і актори Київського театру ім. І.Франка.  Вистава була показана у всеукраїнському гастрольному турі 20 обласними центрами України.  

У.Б.Н.

Режисер-постановник першої української політичної музичної драма “У.Б.Н. (УКРАЇНСЬКИЙ БУРЖУАЗНИЙ НАЦІОНАЛІСТ)” за мотивами переписки Зеновія Красівського та Айріс Акагоші і п'єсою Галини Тельнюк (сценограф Валерій Бортяков) у Львівському Національному драматичному театрі ім. Марії Заньковецької (Прем'єра 19 січня 2001) спільно з Андрієм Батьковським (музичним продюсером). Метою постановки було дослідження буття сучасної української національної ідеї, на запрошення художнього керівника театру Федора Стригуна. Учасниками вистави були відомі українські актори театру і кіно: Федір Стригун, Таїсія Литвиненко, Богдан Козак, Петро Бенюк, Андрій Козак, Степан Глова, Надія Шепетюк, музичний дует Галини та Лесі Тельнюк та рок-гурт "Всяк випадок".  На Прем'єрі вистави під час показу у великій глядацькій залі зчинився галас і стався скандал організований відомими політичними і мистецькими діячами м. Львів Іриною Стасів-Калинець та Ігорем Калинець з вимогою припинити показ вистави через "нібито поплюження честі і гідності їх побратимів". Виставу було призупинено і адміністраторам театру довелось випровадити з глядацької зали провокаторів галасу. Окрім того після третього показу вистави до театру на ім'я Художнього керівника, виконавця головної ролі Ф. Стригуна та Директора театру А. Мацяка надійшов лист власноручно написаний сином Василя Стуса Дмитром з вимогою негайно вилучити з вистави пісні на слова Василя Стуса через те, що вистава ганьбить гідність побратимів його батька. Д. Стус ніколи не бачив і не хотів дивитися виставу. Всі свої судження він базував на словах Ірини Стасів-Калинець та Ігора Калинець.  У подальшому скандал перекинувся на заборону поширення програмки вистави через те, що там фігурували тексти Є. Маланюка, С. Бандери, Д. Донцова, Макіавеллі та стенограми записів М. Мельниченка. Виставу (негласно) заборонили показувати у Києві керівники Адміністрації Президента України (В. Литвин і Ю. Богуцький) і довелось видавати окреме Доручення Віце-Прем'єру України М. Жулинському на Міністра культури Б. Ступку та Голову м. Київ О. Омельченка про всебічну допомогу в організації гастролей Львівського театру у м. Київ. Виставу було показано у 10 обласних центрах України і в подальшому вона отримала 226 листів-рецензій від різноманітних критиків, мистецтвознавців, театрознавців та простих людей хто бачив виставу з цілої України та за кордоном. Драма «У.Б.Н.» стала культовим явищем та викликала величезний резонанс у суспільстві. Вистава стала своєрідним античним театром на українську тему. Який він український герой? Чи є покликання бути політв’язнем? Чим є національна ідея в добу незалежності?
Це єдина українська вистава за незалежної України, яку цензура у 2000-х роках офіційно переслідувала. Сьогодні основні посили «У.Б.Н.» також непросто сприймаються владою, відтак можливість ще раз застановитися над основними проблемами – державотворчими й особистими – залишаються випадком явищем.
Режисер-постановник комедії “ЕЗОП” за п'єсою Гільєрме Фігейредо «Лисиця та виноград» (сценограф Валерій Бортяков) у Київському Національному театрі ім. Івана Франка (Прем'єра 22 лютого 2002) .  
Режисер-постановник драми “АНТОНІО (Венеційський купець)” за п'єсою Вільяма Шекспіра (сценограф Олександр Семенюк) Івано-Франківського обласного драматичного театру ім. Івана Франка, де головну роль виконав директор театру Роман Іваницький (Прем'єра 12 травня 2002) . Вистава була Лауреатом Міжнародного театрального фестивалю “Золотий Лев-2002” (м. Львів, Україна).  У 2002 році Мирослав Гринишин організував видання театрального словника "Український тлумачний словник театральної лексики" для студентів та викладачів мистецьких шкіл та вишів України.  
Режисер-постановник і сценограф драми "ГАЛЬШКА ОСТРОЗЬКА" за п'єсою Омеляна Огоновського (Прем'єра 10 травня 2003) та комедії “РОГОНОСЕЦЬ” за п'єсою Вільяма Шекспіра “Віндзорські жартівниці” (Прем'єра 29 червня 2003) у Рівненському обласному драмтеатрі на запрошення директора театру Володимира Петріва, який зіграв головні ролі у цих виставах.     
- Продюсер наступних театральних проектів ТК "Бенюк і Хостікоєв":
- комедія “СЕНЬЙОР З ВИЩОГО СВІТУ”[21] Джуліо Скарначчі та Ренцо Тарабузі (реж. Анатолій Хостікоєв, сценограф Ярослав Нірод) у приміщенні Київського Національного драматичного театр ім.  Лесі Українки (Прем'єра 26 липня 2003). У виставі були задіяні члени акторських родин: Євген Паперний, Вячеслав Сумський, Ганна Сумська, Ольга Сумська та Наталія Сумська, Дарина Сумська, Анатолій Хостікоєв, Вячеслав Хостікоєв, Любов Кубюк, Віталій Борисюк, Ігор Мамай та Богдан Бенюк. Вистава була показана у 20 обласних театрах України;
- драма “ПРО МИШЕЙ І ЛЮДЕЙ” за романом Джона Стейнбека (реж. Віталій Малахов) у приміщенні Київського Національного драматичного театр ім. Лесі Українки (24 серпня 2004). Вистава була Лауреатом Міжнародного театрального фестивалю “Золотий Лев-2004"[22], театрального фестивалю «Київська Пектораль-2005», де отримала Премію «За кращий Арт-Проект» та нагороджена Національною Державною Премією ім. Тараса Шевченка у 2008 році;
- рок-опера “БІЛА ВОРОНА”[23] за п'єсою Юрія Рибчинського та Генадія Татарченко (реж. Анатолій Хостікоєв) у приміщенні Київського Національного драматичного театр ім. Лесі Українки (Прем'єра 24 серпня 2005). Вистава була новітнім сценічним прочитанням відомої версії створеної режисером Сергієм Данченком у Київському національному драматичному театрі ім. Івана Франка у 1989;
- музична комедія “ЗАДУНАЄЦЬ ЗА ПОРОГОМ”[24] за мотивами опери «Запорожець за Дунаєм» Семена Гулака-Артемовського (реж. Анатолій Хостікоєв, сценограф Андрій Романченко) у приміщенні Київського Національного драматичного театр ім. Лесі Українки (Прем'єра 24 серпня 2008);
- комедія “ЛЮКС ДЛЯ ІНОЗЕМЦІВ”[25] за мотивами п’єси Девіда Фрімана (реж. Анатолій Хостікоєв, сценограф Андрій Романченко) Театральної компанії "Бенюк і Хостікоєв" у приміщенні Київського Національного драматичного театр ім. Лесі Українки (Прем'єра 21 вересня 2011). Цей театральний проект став останнім у рамках творчої діяльності Театральної компанії.

- Упродовж 2004 - 2014 років організував та провів показ більше 350 вистав Театральної компанії в Україні та за кордоном.
- Режисер-постановник драми “KURAZH”[26] Матінка Кураж" за п'єсою Бертольда Брехта (сценограф Олександр Семенюк)[27] в Івано-Франківському обласному муздрамтеатр ім. Івана Франка (1 березня 2009)[28], де у головній ролі виступила Заслужена артистка України Валентина Мартинова-Шиманська.
- Режисер-постановник музичної комедії “МАЙСЬКА НІЧ”[29] за п'єсою Михайла Старицького та Миколи Гоголя в Хмельницькому обласному муздрамтеатрі ім. Михайла Старицького (Прем'єра 23 червня 2010).

Здійснив випуск аудіо компакт-диску "Божественна літургія святого отця нашого Йоана Золотоустого", видань DVD відео-версій вистав: рок-опера "Біла ворона. Жанна Д'арк" у 2005 році, "Бенефіс Богдана Бенюка: Комедія «Швейк» у 2008 році, а також першого в Україні повноцінного подарункового колекційного видання комплекту 5 DVD-дисків відео-версій вистав Театральної компанії "Бенюк і Хостікоєв" - «Швейк», «Сеньйор з вищого світу», «Про мишей та людей», «Біла ворона» та «Задунаєць за порогом» у 2011 році. Усі вистави було записано з 5-ти професійних камер та змонтовано на студії ТРК "Золоті ворота".    
- Режисер-постановник музичної драми “AZA.2011”[30] за п'єсою Михайла Старицького «Циганка Аза» у Хмельницькому обласному муздрамтеатрі ім. Михайла Старицького (Прем'єра 30 вересня 2011), а також режисер-постановник і сценограф драми “ЛО-ЛІ-ТА”[31] за повістю Володимира Набокова в Хмельницькому міському моно-театрі «КУТ» (Прем'єра 24 серпня 2012) спільно з художнім керівником театру та головним виконавцем - актором Володимиром Смотрителем.
- Головний режисер Чернівецького драматичного театру ім. О.Кобилянської, де ставить як режисер-постановник:
- трагедію “ЗЕМЛЯ”[32] за повістю Ольги Кобилянської (Прем'єра 19 жовтня 2013);
- драму “ЮЛІАН ЦЕЗАРЕВИЧ”[33] за романом «Апостол черні» Ольги Кобилянської (Прем'єра 27 листопада 2015);
- народну комедію “ЗАПЕЧАТАНИЙ ДВІРНИК”[34] за п'єсою Юрія Федьковича (Прем'єра 22 травня 2016);
- сучасну комедію “ЧЕСНИЙ СУДДЯ”[35] за п'єсою Юрія Васюка (Прем'єра 17 червня 2017).[36]

Художній керівник режисерського курсу 2017-2018 н. р. Київського національного університету культури та мистецтв.  
Продюсера, сценограф та режисер-постановник драми “ЕФЕКТ MINETTI” за п'єсою Томаса Бернгарда (спільно з Олегом Драчем) у Національному Центрі театрального мистецтва ім. Леся Курбаса за сприяння Австрійського культурного форуму (Прем'єра 2 листопада 2018). Даний театральний проект створювався за новітнім театральним альтернативним методом креативної структурованої образної акторської імпровізації розробленого актором Олегом Драчем, котрий грав головну роль.  
Продюсер, сценограф та режисер-постановник інноваційного театрального проекту “ВЕНЕЦІАНЕЦЬ” за п'єсою Вільяма Шекспіра у Національному Центрі театрального мистецтва ім. Леся Курбаса за підтримки Українського культурного фонду (Прем'єра 9 жовтня 2019). Інноваційний театральний проект «ВЕНЕЦІАНЕЦЬ» за мотивами творів Вільяма Шекспіра створений на основі практичних і теоретичних напрацювань започаткованих на початку 20 століття українським театральним режисером Лесем Курбасом - вільне прочитання сюжету п’єси «Венеційський купець» Вільяма Шекспіра.

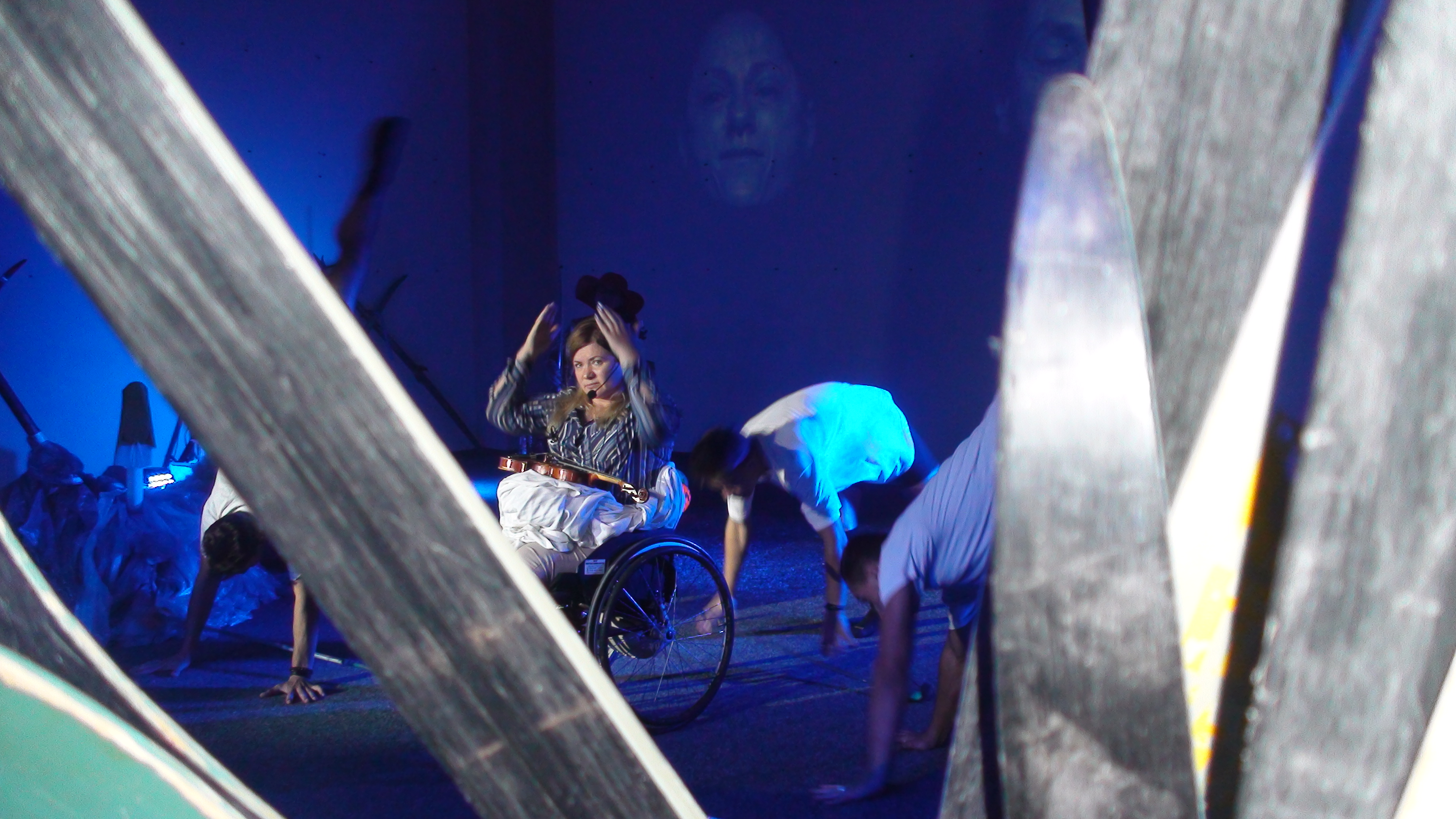
Поезія за межами. 2020

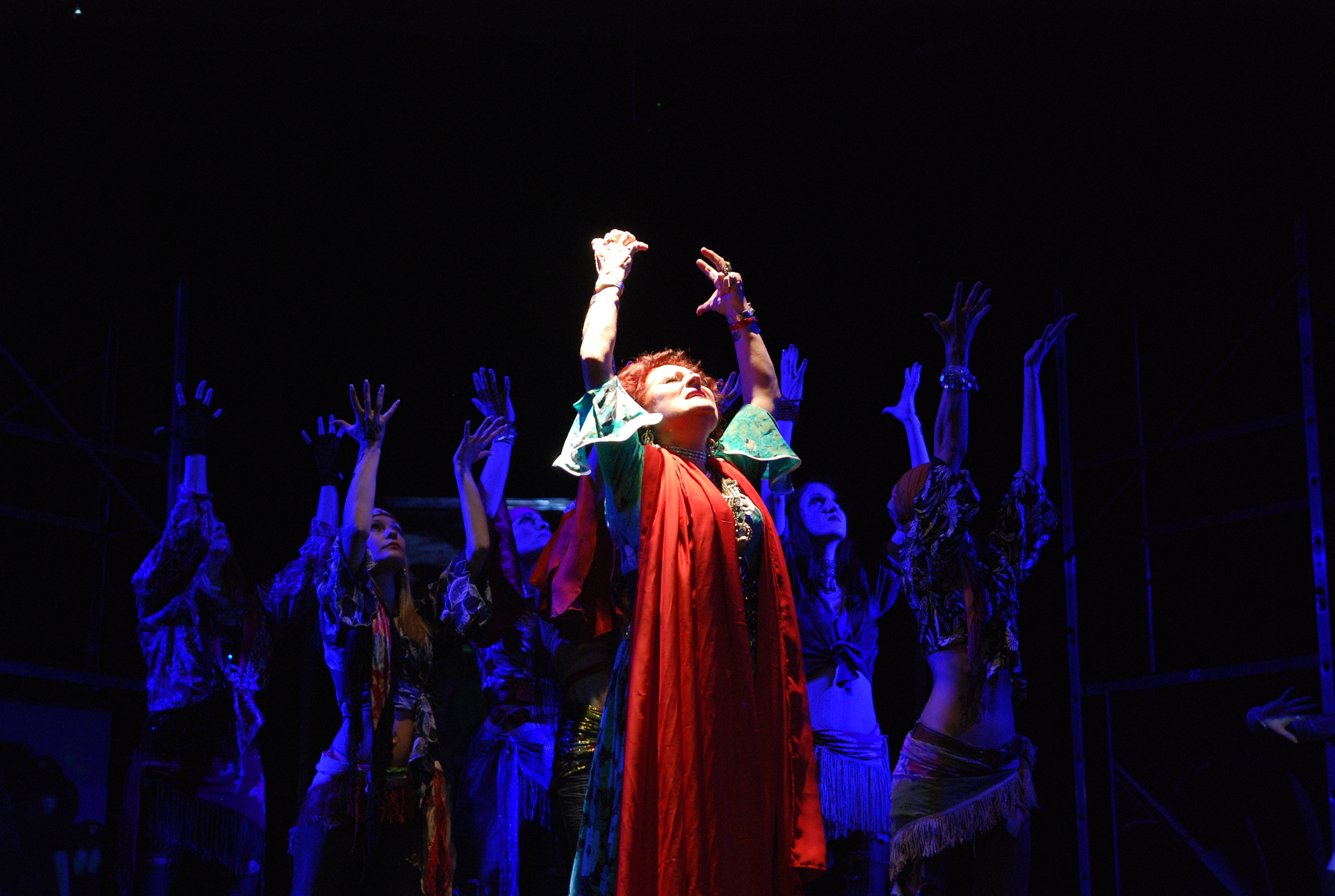
AZA.2011

Режисер-постановник театрального проекту - комедія “ВУЛКАН ПРИСТРАСТІ" у приміщенні Оперної студії Київської Національної Музичної Академії (Прем'єра 5 грудня 2019) за участі акторів театру та кіно Наталії Васько і Олега Савкіна. 
Режисер-постановник і сценограф інклюзивного театрального проекту “ПОЕЗІЯ ЗА МЕЖАМИ” за мотивами історій людей з інвалідністю у приміщенні Івано-Франківського коледжу фізичного виховання (Прем’єра on-Line) за підтримки Українського культурного фонду (Прем'єра 13 вересня 2020) спільно зі Срібним чемпіоном ПараОлімпійських Ігор в Канаді з біатлону Надією Стефурак котра до сьогодні пересувається в інвалідному візку та після отриманої травни досягла найвищих успіхів у спорті і присвятила своє життя допомозі людям різного віку з інвалідністю, очолює Благодійну організацію "Світла Надія" у м.Богородчани, Івано-Франківської області та Реабілітаційний Центр для дітей з інвалідністю. 
Режисер-постановник театрального проекту “СОН ЛАКШМІ” за п'єсою Оксани Танюк і текстами Сергія Труша (сценографія Ольги Новікової) у Національному Центрі театрального мистецтва ім. Леся Курбаса (Прем'єра 2 червня 2021). Художня концепція проекту: «мікро у макро», що передбачало створення багаторівневого візуального театрального проекту в якому паралельно існує мікросвіт паперового театру, реальний світ сюжетної акторської гри та макросвіт паперового театру через живу трансляцію рухомою відеокамерою і вертикальною відеокамерою на екрани стін глядацької зали.   
Співавтор та ведучий on-line форуму "МИКОЛА РУДЕНКО: пошук істини"(організатор Олександр Сугоняко) у 2020 році. Учасниками форуму були політичні в'язні радянських концтаборів Василь Овсієнко та Микола Горбаль. 
Учасник теле-марафону "Театр під час війни 2022" Івано-Франківського телебачення "Галичина" у квітні 2022.
Працює завідувачем кафедри музично-сценічного мистецтва та викладачем МЗВО "Київська Академія мистецтв" з 2019 року. Викладає предмет "Майстерність актора" у КДАМ ім. М. Чембержі, а також "Психологія художньої творчості", "Методика викладання акторської майстерності", "Методика викладання сценічної мови" і "Менеджмент культури та мистецтва" в МЗВО "КАМ". 
Автор Переднього слова до праці Стенфорда Мейснера "Про акторську професію" в українському перекладі, видану в Івано-Франківську, видавництвом Василя Рогіва у 2023 . 
Автор ідеї та режисер-постановник театрального проекту "ШО СІ ТРАFFИЛО?" за мотивами п'єси Даріо Фо "Загадкова смерть анархіста" у приміщенні Київського Національного драматичного театру імені Лесі Українки (Прем'єра 2 вересня 2023) у рамках Театральної компанії Мирослава Гринишина. 
Режисер монодрами "МІНЕТТІ" за Томасом Бернгардом для Театрального фестивалю "Генератор Надії" в Осередку театральних практик "Гардженіце" (м. Люблін, Польща) у виконанні актора Олега Драча (Прем'єра 13 жовтня 2023). 
Завідувач кафедрою музично-сценічного мистецтва ФММХ Київського Столичного університету імені Бориса Грінченка з січня 2024